# Billet de 20 dollars canadien série Frontières
Recto
Verso
Le billet de 20 dollars canadien de la série Frontières est l'un des plus communs billets de banque canadiens. La couleur de ce billet est le vert.
Le recto représente Élisabeth II, reine du Canada ainsi que l'édifice du centre du Parlement à Ottawa. Le verso représente le Monument commémoratif du Canada à Vimy.